# KAMP
KAMP ist eine kommerzielle US-Radiostation aus Los Angeles, Kalifornien. Sie gehört zu den US-weit erfolgreichsten Stationen mit dem Top-40-Radioformat. Ciscon setzte im April 2017 KAMP-FM auf Platz 5 der Top-10-Radiostationen in Kalifornien.
Die Station gehört heute  dem Medienunternehmen Entercom (früher CBS Radio) und sendet aus Studios an der Kreuzung Wilshire Boulevard und Hauser Boulevard im Miracle Mile District von Los Angeles. Der Sender steht auf dem Mount Wilson. Auf dem HD2-Kanal wird ein Dance/EDM-Programm namens Pulse 87 übertragen. Hauptkonkurrent in Los Angeles ist KIIS-FM von IHeartMedia.